# Pivovar Náchod
Browar Náchod – czeski browar regionalny w Náchodzie.
Browar w Nachodzie został założony w 1872 roku. Zakład znany jest z produkcji różnych stylów piwa pod marką Primátor.

## Galeria

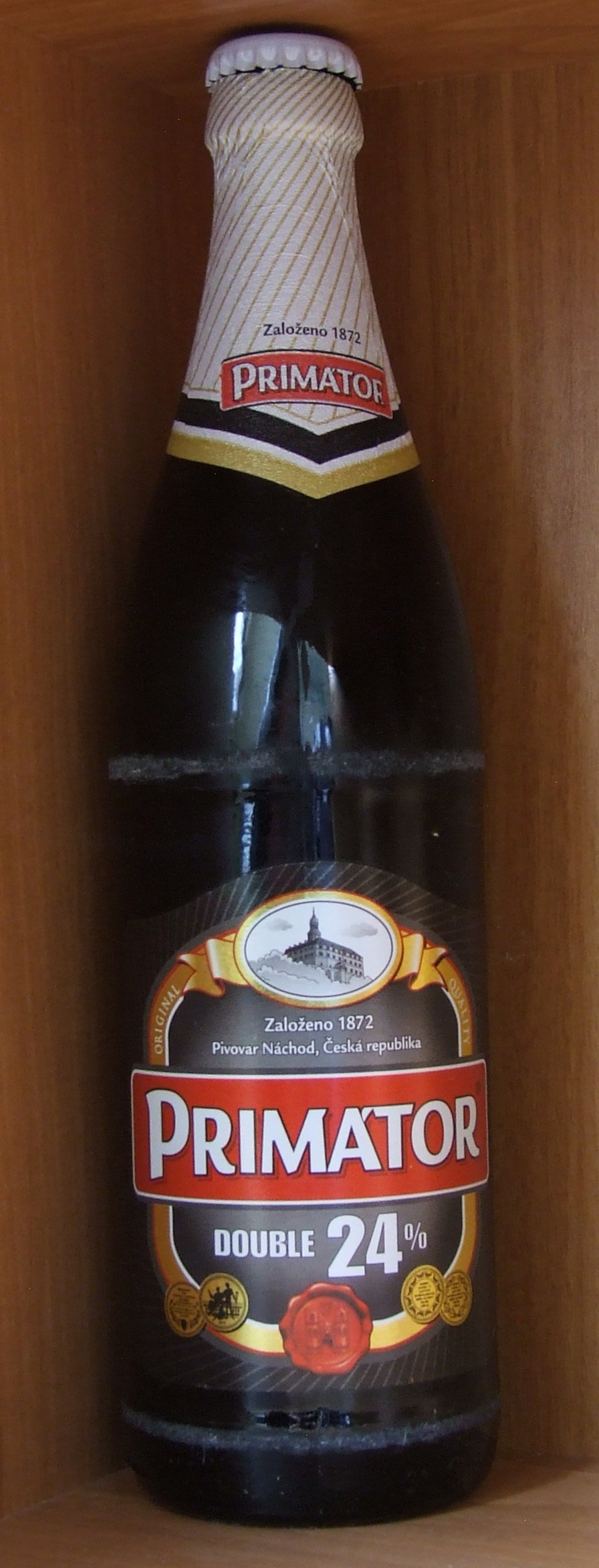
Double
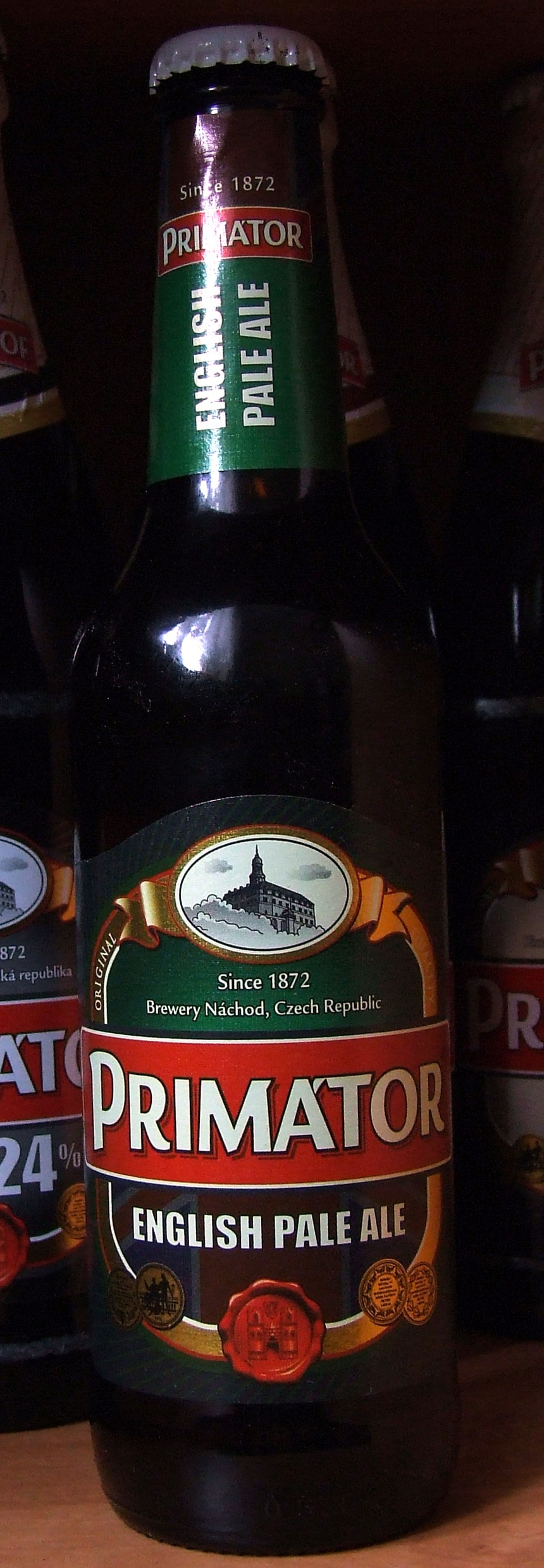
English Pale Ale
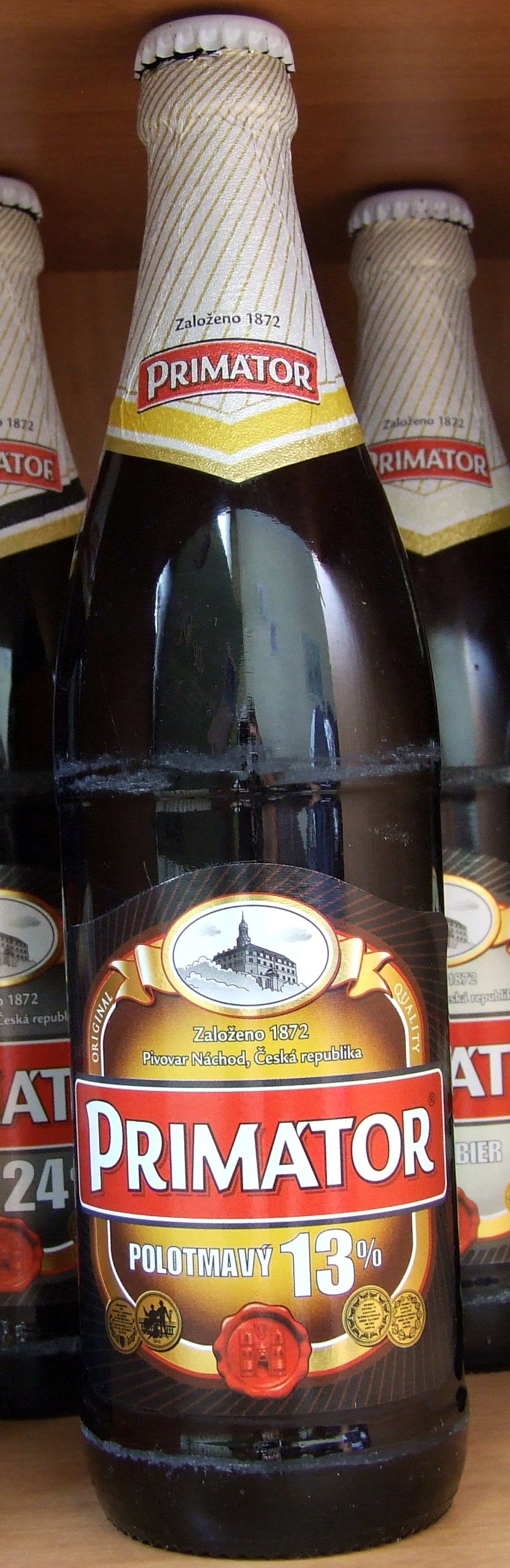
Polotmavý
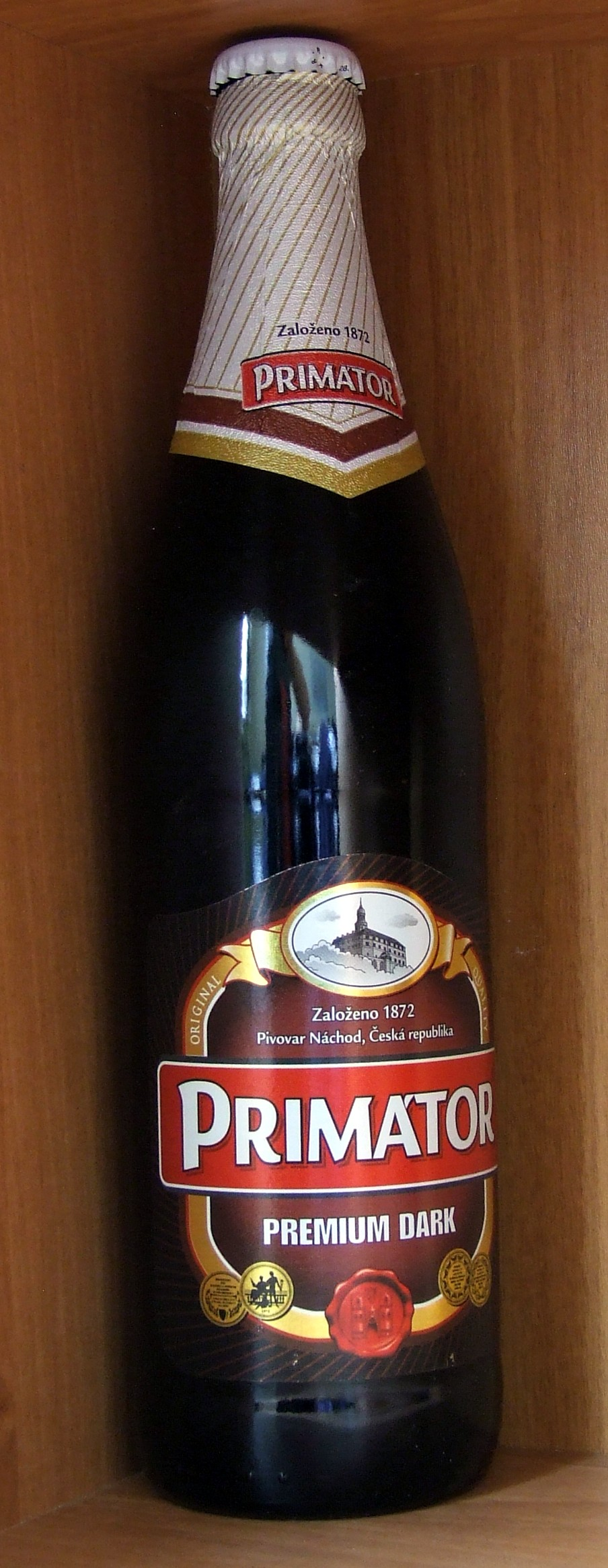
Premium Dark
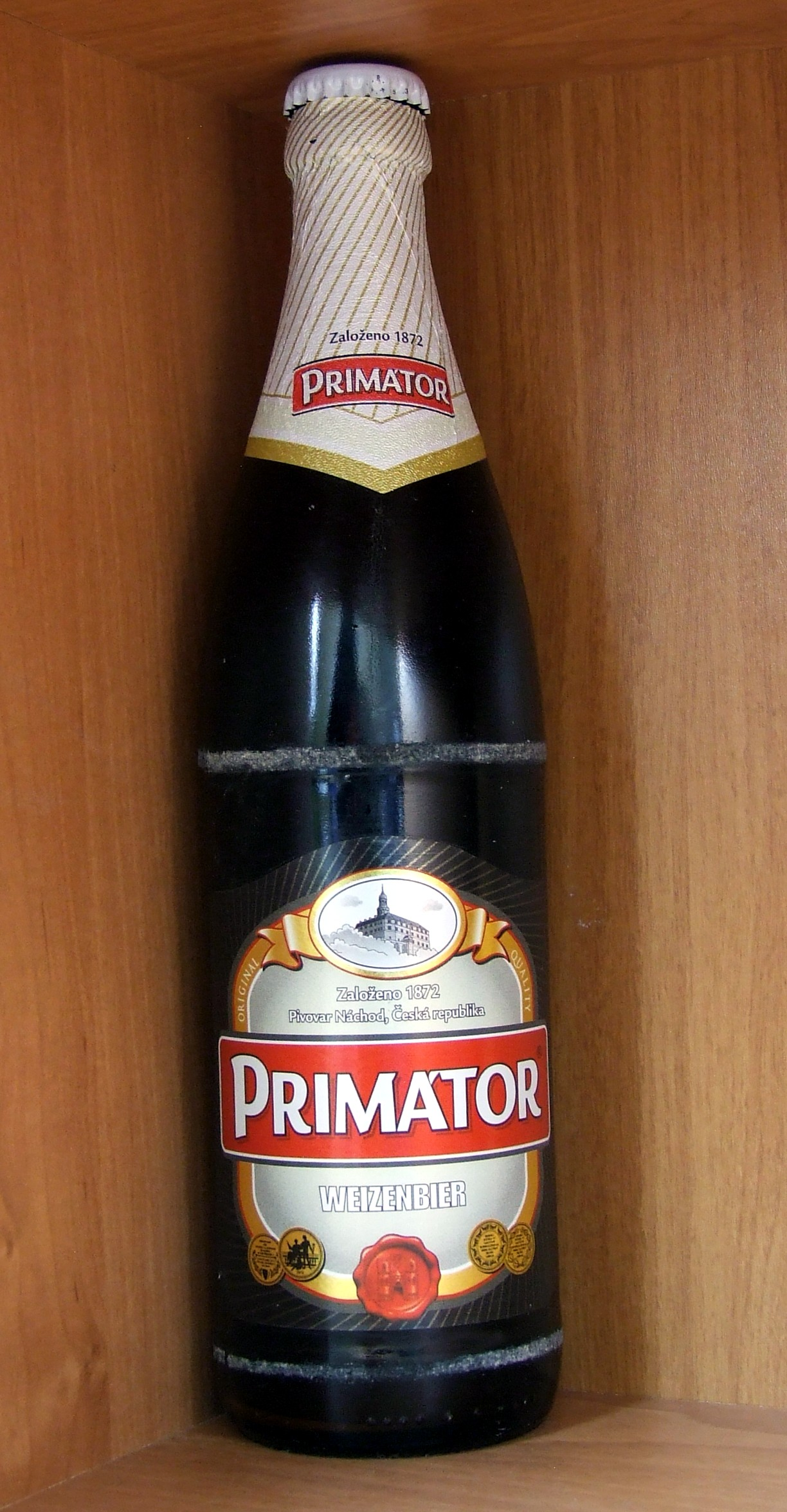
Weizenbier